# 伍尔夫·基尔斯滕
伍尔夫·基尔斯滕（德語：Ulf Kirsten，1965年12月4日—）是一名德国前足球运动员及教练，被视为20世纪80年代和90年代德国最优秀的前锋之一。退役后他曾在拜耳勒沃库森二队担任教练。